# 242. п. н. е.

## Догађаји
- Битка код Егатских острва поморска битка између Картагине и Римске републике у Првом пунском рату. Коначна битка Првог пунског рата у којој Рим уништава картагинску флоту.